# Rose of the World (1918)
Rose of the World is een Amerikaanse dramafilm uit 1918 onder regie van Maurice Tourneur. De film is wellicht zoekgeraakt.

## Verhaal
Nadat ze heeft vernomen dat haar man Harry is omgekomen bij schermutselingen in Indië, hertrouwt Rosamond English met een oudere man. Na verloop van tijd wordt ze gewaar dat de liefde voor haar overleden echtgenoot groter is dan de liefde voor haar nieuwe man. Ze krijgt een zenuwinzinking en biecht hem de waarheid op. Harry blijkt echter niet te zijn gesneuveld. Toen hij bij zijn aankomst hoorde over het huwelijk van Rosamond, besloot hij zich te vermommen als Indiër en de secretaris van haar nieuwe man te worden. Uiteindelijk komt de waarheid aan het licht en Rosamond wordt weer herenigd met Harry.

## Rolverdeling
| Acteur             | Personage         |
| ------------------ | ----------------- |
| Elsie Ferguson     | Rosamond English  |
| Wyndham Standing   | Harry English     |
| Percy Marmont      | Luitenant Belhune |
| Ethel Martin       | Lady Cunningham   |
| Clarence Handyside | Arthur Gerardine  |
| June Sloane        | Nichtje           |
| Marie Benedetta    | Jani              |
| Gertrude Le Brandt | Mary              |
| Sloane De Masber   | Dokter Chatelard  |